# Vu Khê
Vu Khê (chữ Hán giản thể:巫溪县, Hán Việt: Vu Khê huyện) là một huyện thuộc thành phố trực thuộc trung ương Trùng Khánh, Cộng hòa Nhân dân Trung Hoa. Huyện này có diện tích 4030 km2, dân số năm 2006 là 520.000 người. Mã số bưu chính: 405800. Huyện này nằm ở phía đông bắc của Trùng Khánh.

## Phân chia hành chính
Huyện Vu Khê bao gồm 2 nhai đạo biện sự xứ,  19 trấn, 11 hương:
- Nhai đạo: Ninh Hà, Bách Dương.
- Trấn: Thành Sương, Phượng Hoàng, Ninh Hán, Thượng Hoàng, Cổ Lộ, Văn Phong, Từ Gia, Bạch Lộc, Tiêm Sơn, Hạ Bảo, Phong Linh, Đường Phường, Triều Dương, Điền Bá, Thông Thành, Lăng Giác, Bồ Liên, Thổ Thành, Hồng Trì Bá.
- Hương: Thắng Lợi, Đại Hà, Thiên Tinh, Trường Quế, Ngư Lân, Ô Long, Hoa Đài, Lan Anh, Song Dương, Trung Lương, Thiên Nguyên.